# Peter Hollander Ridder

Kolonin Nya Sverige 1638–1655.

Peter Hollander Ridder (även Peter Holländer Ridder och Petter Hollender Ridder), född 1608, död 1692, var åren 1640–1643 den tredje guvernören över Nya Sverige.  

## Tidiga liv
Endast lite är känt om Peter Hollander Ridders liv. Han var yngste son till holländaren Hans Hollander och dennes hustru Susanna och föddes i finska Ekenäs. Senare gick han in i Svenska flottan där han befordrades till skeppslöjtnant 1637. Den 1 juli 1639 utsågs han till kommendör över Fort Christina i Nya Sverige och lämnade Göteborg på fartyget Kalmar Nyckel i september 1639. Färden gick via Amsterdam och Ridder anlände (tillsammans med bland andra Reorus Torkillus) till kolonin i april 1640. 

## Guvernör över Nya Sverige
Den 17 april 1640 avlöste Ridder Måns Nilsson Kling som guvernör. Kolonin var i behov av utökning och i ett brev till överståthållaren Clas Larsson Fleming och rikskanslern Axel Oxenstierna begärde Ridder att fler kolonisatörer och skickliga hantverkare skulle skickas till Nya Sverige. I november 1641 återvände Kling med fartygen Kalmar Nyckel och Charitas och nya kolonisatörer, däribland många skogsfinnar. Ridder inledde sedan förhandlingar med Lenapefolket om ytterligare markköp runt Delawarefloden, främst i avsikt att stävja holländarnas och engelsmännens expansion i området. 
1641 ingicks avtal om markköp mellan Schuylkillfloden och Delawarefallen och 1642 ytterligare avtal om markköp öster om Delawarefloden från Raccoon Creek till Cape May och väster om floden från Bombay Hook till Kap Henlopen. I februari 1643 anlände Johan Björnsson Printz med fartyget Fama och övertog den 15 februari posten som ny guvernör.

## Senare liv
Efter sin tid som guvernör återvände Ridder till Sverige, han lämnade Nya Sverige i april 1643 på fartyget Fama och anlände till Göteborg i juli. Ridder fortsatte sin tjänst i flottan och deltog i operationer mot Danmark 1644. Den 30 november 1644 gifte sig Ridder med Elisabet Johansdotter i Storkyrkan i Stockholm, paret fick sedan flera barn.
1648 befordrades Ridder till skeppskapten. Genom kungligt brev förlänades han den 18 juli 1650 några gods i Viborg. Den 22 augusti 1651 utnämndes han till befälhavare över Södra Finlands båtsmanskompani och därefter till befälhavare för den svenska flottstyrkan på Ladogasjön 1656–1657. 1659 deltog Ridder i februari i flottans försök att erövra Köpenhamn under det Andra danska kriget, under denna operation skadades han. Under hösten ledde han sedan en flottstyrka som uppehöll förbindelsen med Stettin i Svenska Pommern som belägrades av Brandenburg och Österrike.
Den 10 juli 1660 befordrades Ridder till major och utnämndes 1666 till kommendant över Viborg där han tjänstgjorde till 1681 då han tog sitt avsked. Ridder flyttade sedan till Stockholm där han levde fram till sin död 1692.